# Plouguenast
Plouguenast is een plaats en voormalige gemeente in het Franse departement Côtes-d'Armor, in de regio Bretagne. De plaats maakt deel uit van het arrondissement Saint-Brieuc.

## Geschiedenis
Plouguenast is op 1 januari 2019 gefuseerd met de gemeente Langast tot de gemeente Plouguenast-Langast. 

## Geografie
De oppervlakte van Plouguenast bedraagt 34,9 km².
De onderstaande kaart toont de ligging van Plouguenast met de belangrijkste infrastructuur en aangrenzende gemeenten.

## Demografie
Onderstaande figuur toont het verloop van het inwonertal.